# Liz et Helen
Pour plus de détails, voir Fiche technique et Distribution.
Liz et Helen (A doppia faccia) est un giallo italo-allemand coécrit et réalisé par Riccardo Freda (crédité sous le nom de Robert Hampton), sorti en 1969.

## Synopsis
Unique actionnaire d’une très grosse firme industrielle, présidé par son père à la suite du décès de son épouse, Helen Alexander meurt dans l’explosion de sa voiture. Son mari John est d'autant plus vite soupçonné d'avoir tué sa femme, pour devenir son héritier et toucher sa fortune familiale, que le père de la défunte n'a rien touché de l'héritage. Peu de temps avant sa mort, elle a rédigé un testament par lequel elle lègue tout son argent à son mari. Pour oublier la mort d'Helen, John décide de voyager à Londres mais la police de Scotland Yard et Liverpool enquêtent à son sujet. De retour chez lui, une étrange femme, Christine, le drague et le conduit dans une fête hippie.Pour mieux l'attirer dans les lieux, elle lui a subtilisé ses clés de voiture. En fait, la jeune femme a voulu l'amener à voir un film érotique lesbien tourné quelques jours auparavant, dans lequel Christine fait l'amour à une mystérieuse femme masquée surnommée « la Comtesse ». D'abord indifférent, John remarque que cette dernière possède une bague en forme de serpent identique à celle que portait Helen. Autre détail qu'il aperçoit : "la Comtesse" porte sur la nuque la même cicatrice que sa défunte femme. Stupéfait, il pense qu'Helen est toujours vivante et il se souvient de sa liaison avec une artiste Liz. Une complicité envahissante à un point tel que John fut très vite délaissé, voire méprisé par son épouse. Intrigué par la fameuse "comtesse", John part à sa recherche...

## Fiche technique
- Titre original : A doppia faccia
- Titre français : Liz et Helen ou Chaleur et Jouissance ou Double face[1]
- Réalisation : Riccardo Freda (crédité sous le nom de Robert Hampton)
- Scénario : Riccardo Freda et Paul Hengge, d'après une histoire de Lucio Fulci, Romano Migliorini et Gianbattista Mussetto, basée sur le roman Das Gesicht im Dunkeln d'Edgar Wallace
- Musique : Nora Orlandi
- Montage : Anna Amedei et Jutta Hering
- Photographie : Gábor Pogány
- Sociétés de production : Colt Produzioni Cinematografiche S.r.l., Mega Film S.p.A., Rialto Film Preben et Philipsen GmbH & Co. KG
- Société de distribution : Panta
- Pays d'origine :  Italie,  Allemagne de l'Ouest
- Langue originale : italien
- Format : couleur
- Genre : giallo
- Durée : 80 minutes
- Date de sortie : 
  - Italie : 26 juillet 1969
  - France : 9 août 1973[1]

## Distribution
- Klaus Kinski : John Alexander
- Christiane Krüger : Christine
- Günther Stoll : inspecteur Stevens
- Annabella Incontrera : Liz
- Sydney Chaplin : Mr. Brown
- Barbara Nelli : Alice
- Margaret Lee : Helen Alexander
- Alice Arno (inserts pornographiques dans la version française de 1976)
- Carlo Marcolino : le servant
- Luciano Spadoni : inspecteur Gordon
- Ignazio Dolce (non crédité)
- Bedy Moratti (non créditée)
- Gastone Pescucci : Peter (non crédité)
- Claudio Trionfi (non crédité)
- Alfred Vohrer : Edgar Wallace (dans la version allemande) (images d'archives, non crédité)